# Enteroxenos parastichopoli
Enteroxenos parastichopoli är en snäckart som först beskrevs av Tikasingh 1961.  Enteroxenos parastichopoli ingår i släktet Enteroxenos och familjen Eulimidae. Inga underarter finns listade i Catalogue of Life.